# Győrffy Dóra
Győrffy Dóra (Budapest, 1978. február 23. –) Európa-bajnoki ezüstérmes magyar magasugró, közgazdász, egyetemi tanár, az MTA doktora.

## Pályafutása
Első jelentős sikerének az 1996-os junior világbajnokságon szerzett ezüstérme számít. A felnőttek közt az 1997-es fedett pályás vb-n debütált, ahol a huszonötödik helyezést szerezte meg, a sydneyi olimpián tizennyolcadikként végzett. 2001-ben a fedett vb-n ötödik, a Jóakarat Játékokon hatodik, a szabadtéri vb-n pedig hetedik lett. Legnagyobb eredményének a 2002-es fedett Eb-n holtversenyben szerzett ezüstérme, valamint a 2003-as universiade megnyerése számít. A 2005-ös szabadtéri világbajnokságon szintén döntőben szerepelt, ekkor kilencedik lett. 
Karrierje során 1997 és 2007 között egyetlen évet leszámítva folyamatosan megnyerte a magyar bajnokságot, 2001-ben a Harvard színeiben az NCAA bajnokságon is aranyérmes lett. Szabadtéren 2001. július 26-a óta tartja a magyar rekordot, kereken 2 méteres ugrásával. 2008-ban visszavonult a versenysporttól.